# 魏書 (曹魏)
『魏書』（ぎしょ）は、王沈らが編纂した三国時代の魏の歴史書。
完本は現存せず『三国志』の注釈の中などに断片的に残されている。全四十四巻。
劉知幾の『史通』古今正史篇には、曹魏の国史である『魏書』の編纂の概略が記載されている。『魏書』が編纂されたのは、司馬氏による簒奪が企図されていた曹魏末期で、時勢に配慮して随所に曹氏、司馬氏への双方に対して曲筆が行われており、劉知幾は「殊に実録にあらず」と評している。尚、編者の王沈は、甘露の変にて、曹髦の司馬氏への逆クーデターを密告した人物である。

## 編纂の概略
『史通』古今正史篇および『晋書』王沈伝による記述を総合すると編纂の概略は以下の通りである。
- 第一次編纂

時期：黄初・太和年間（曹丕・曹叡の治世）
編纂参加者：衛覬・繆襲ら
編纂結果：本紀・列伝の草稿が出来るも、年を重ねても完成せず。
- 第二次編纂

時期：正始・嘉平年間（曹芳の治世）
編纂参加者：韋誕・応璩・王沈・阮籍・孫該・傅玄ら
編纂結果： 詳細はわからないが、合計五十巻の韋誕の『大魏書（散騎書）』として史籍に名が残る。
- 第三次編纂

時期：正元年間（曹髦の治世）
編纂参加者：王沈・阮籍・荀顗・孫該・傅玄ら
編纂結果：最後は王沈が一人で編纂に従事し、全四十四巻の『魏書』として完成。

## 後世への影響
王沈の「魏書」として一応の完成を見た曹魏の国史編纂は、魚豢の『魏略』とともに、底本として、陳寿の『三国志』の『魏志（魏書）』の編纂に利用されたものと思われる。